# Roger Holeindre
Roger Holeindre, né le 21 mars 1929 à Corrano (Corse-du-Sud) et mort le 30 janvier 2020 à Vaucresson (Hauts-de-Seine), est un militaire, résistant, journaliste et homme politique français.
Ouvrier métallurgiste et résistant sous l'Occupation, il est volontaire et sous-officier lors des guerres d’Indochine et d’Algérie, pour lesquelles il reçoit de nombreuses décorations. Partisan de l’Empire français, il s’engage pour l’Organisation de l'armée secrète (OAS), ce qui lui vaut d’être emprisonné plusieurs années. Il est ensuite journaliste pour plusieurs titres nationaux et écrivain.
En 1972, après avoir lancé plusieurs formations d’extrême droite, il participe à la fondation du Front national et en est un temps vice-président. Il est député de la Seine-Saint-Denis de 1986 à 1988 et conseiller régional d'Île-de-France entre 1992 et 2010. Proche de Jean-Marie Le Pen mais opposé à la ligne de sa fille Marine et à la « dédiabolisation » du parti, il quitte le FN en 2011 pour rejoindre le Parti de la France, dont il est président d'honneur de 2016 à sa mort.

## Situation personnelle

### Origines et enfance
Issu d'un milieu modeste, Roger Holeindre passe son enfance dans les Vosges puis en Seine-et-Oise. Il est scolarisé à l'école communale et à la pension Clerbois, à Rosny-sous-Bois, dont il sort « de droite ».

### Scoutisme et Résistance

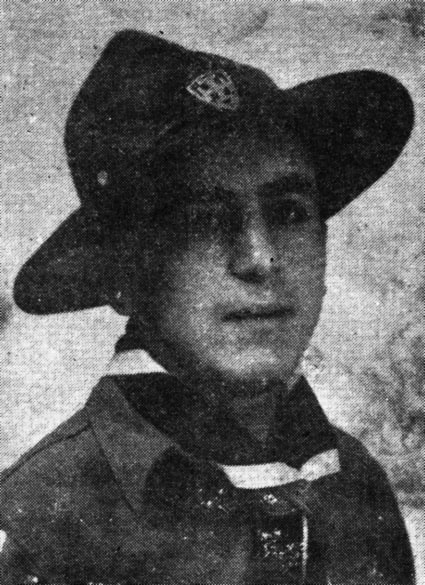
Roger Holeindre en tenue de scout sous l’Occupation, au cours de laquelle il participe à des actions de résistance.

En 1944, à l'âge de quinze ans, membre d’une organisation scoute clandestine, il participe à des opérations nocturnes contre l’occupant allemand et dérobe, à Noisy-le-Sec, deux mitrailleuses jumelées aux Allemands, ce qui constitue son premier acte de « Résistance »,. Il dit plus tard tenir de l’occupation allemande ses convictions de droite (non gaulliste) et avoir du respect pour l’action du maréchal Pétain, tout en détestant les nazis.

### Carrière militaire
Partisan de l’« Empire français », Roger Holeindre s’engage au sein des fusiliers marins puis se porte volontaire pour la guerre d'Indochine, dans la 1re Dinassaut puis la 1re demi-brigade coloniale de commandos parachutistes. Rapatrié en métropole après avoir été blessé, il repart pour participer aux derniers combats.
Après l’Indochine, désigné instructeur contre-guérilla, il se porte à nouveau volontaire pour la guerre d'Algérie, au sein du 8e régiment de parachutistes d'infanterie de marine. Il intervient en particulier près de Tébessa, à l'est de l'Algérie, et infiltre des zones rebelles dans les Aurès. Comme de nombreux autres sous-officiers, qui affichent entre eux une grande solidarité, la hiérarchie militaire lui apparaît comme arriviste.
Grièvement blessé (une balle dans la tête), il est démobilisé et s'installe à Tebessa. Ainsi revenu à la vie civile, il crée dans la ville une maison des jeunes et participe à l'éducation et aux loisirs de centaines de jeunes, majoritairement musulmans. Souhaitant poursuivre la lutte pour l’Algérie française, il crée en décembre 1961, dans le Constantinois, le maquis « Bonaparte », qui intègre des évadés de l’Organisation de l'armée secrète (OAS) des prisons françaises en Algérie. Trois mois plus tard, Roger Holeindre est arrêté et emprisonné en France.
Durant le reste de sa vie, il défend les parachutistes, étant notamment vice-président de l’Union nationale des parachutistes.

### Journaliste et écrivain
Auparavant ouvrier métallurgiste, Roger Holeindre mène ensuite une carrière de journaliste, étant grand reporter à Paris Match dans les années 1980, puis à Magazine Hebdo et au Figaro Magazine dans les années 1990. Il est spécialiste des questions africaines, de l'Asie et de l'Amérique latine.
Également écrivain, il est l'auteur d'une quarantaine de livres, notamment Trahisons sur commande : une histoire du Parti communiste français ou Tout va mal en France… c'est la faute à Pétain. Il reçoit le prix littéraire de l'Asie en 1980 et le prix Renaissance des lettres en 2016.
Le politologue Jean-Yves Camus indique : « Autodidacte du journalisme, qu’il avait exercé comme reporter, il ne parlait ni n’écrivait (dans ses romans et récits) la langue policée et classique de son ami Jean-Marie Le Pen. Son genre n’était pas l’argot parisien de François Brigneau, son compagnon des débuts frontistes, mais l’argot des chambrées militaires, langage usuel d’une vie vouée à l’armée et à une certaine conception de ses valeurs. »

## Parcours politique

### Débuts
Favorable à la devise « un drapeau, trois couleurs », il prône l’assimilation mais s'oppose à l’indépendance des colonies françaises, qu’il voit comme une occasion, pour les communistes, d’affirmer leur emprise sur le continent africain. Durant la guerre d’Algérie, il s’engage dans l'OAS, qui tente notamment d'assassiner le président de la République Charles de Gaulle au début des années 1960. Pour sa poursuite du combat au sein du maquis Bonaparte, il est arrêté le 6 février 1962 et condamné à quatorze années d’emprisonnement. Il est amnistié après avoir purgé trois ans et demi de sa peine,.
Après sa libération, il poursuit son engagement à l'extrême droite, conseillant les jeunes militants du mouvement Occident. En vue de l'élection présidentielle de 1965, il soutient la candidature du candidat d’extrême droite et pro-Algérie française Jean-Louis Tixier-Vignancour, dont il assure le service d’ordre des « comités », affrontant plusieurs fois des militants de la CGT. C’est lors de cette campagne — à l’issue de laquelle Tixier-Vignancour recueille 5,2 % des suffrages — que Roger Holeindre rencontre Jean-Marie Le Pen, dont il devient un proche.

### Dirigeant de mouvements nationalistes
Dans la période précédant Mai 68, il dirige le Front uni de soutien au Sud-Vietnam, qui fédère plusieurs mouvements d'extrême droite (dont Occident, le Rassemblement européen de la liberté et le Mouvement jeune révolution) et dispose d'un « quartier général » au Cercle du Panthéon, rue Quincampoix à Paris. Il côtoie alors de jeunes figures de l’extrême droite « renaissante », comme Alain Madelin, Gérard Longuet et Claude Goasguen, et participe à plusieurs rixes avec des militants de gauche. Le 28 avril 1968, il est gravement blessé par un commando de maoïstes des Comités Vietnam de base venu détruire une exposition sur les crimes des Vietcongs,.
Après Mai 68, il dirige la revue Contre-Poison et fonde le mouvement nationaliste et antigaulliste des Jeunesses patriotes et sociales (JPS),. Le 2 mai 1969, lors d’un tractage des JPS devant le lycée Louis-le-Grand, l’étudiant Jean-Gilles Malliarakis, président du mouvement d’extrême droite Action nationaliste, est assommé et un militant d’extrême gauche blessé à la main ; Roger Holeindre est placé en détention provisoire deux jours plus tard, avant d’être libéré le 14 mai suivant,,.
Les Jeunesses patriotes et sociales participent en mars 1970 au lancement du Parti national populaire (PNP), dont Roger Holeindre devient le président et Pierre Bousquet, rédacteur en chef du journal Militant, secrétaire général. En janvier 1971, avec l’Union pour le progrès et les libertés (UPL) d’Yvan Anchier (ex-ARLP), le PNP fusionne dans le Parti de l'unité française (PUF). Onze mois plus tard, avec le plus modéré Mouvement pour la justice et la liberté de Georges Bidault, le PUF devient le Mouvement pour la justice et la liberté – Unité française.
En parallèle, Roger Holeindre ouvre un restaurant dans le quartier des Halles de Paris, Le Bivouac du grognard, 87, rue Saint-Honoré, où il tente d'unifier les mouvements d'extrême droite,.

### Cadre fondateur du Front national

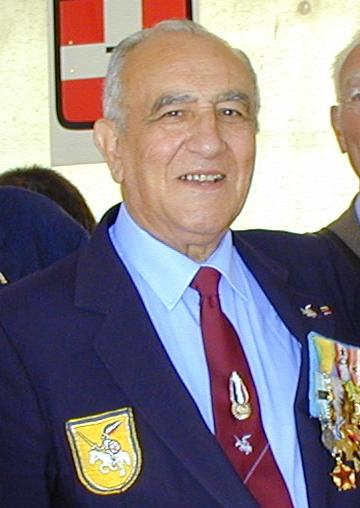
Roger Holeindre en 2001.

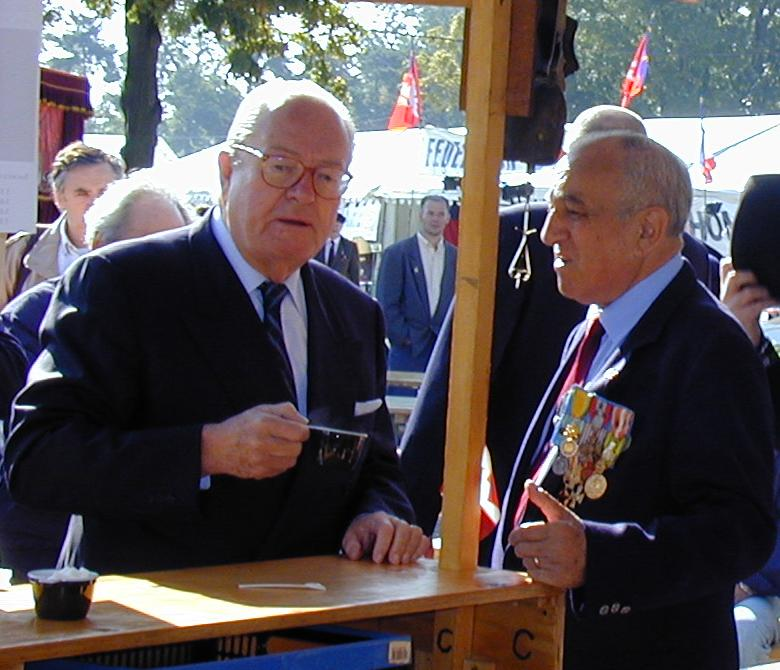
Jean-Marie Le Pen et Roger Holeindre, tous deux cofondateurs du Front national, au début des années 2000.

En octobre 1972, Roger Holeindre participe avec sa formation, aux côtés notamment de Jean-Marie Le Pen, à la finalisation de la fondation du Front national, lancée par le mouvement d’extrême droite Ordre nouveau (ex-Occident). Il devient secrétaire général adjoint du nouveau parti tandis que Pierre Bousquet en est le trésorier,. Longtemps membre du bureau politique du Front national, il exerce la fonction de vice-président du parti entre 1973 et 1978.
Jean-Yves Camus précise : « Militant unitaire, Holeindre continuait l’aventure du Cercle du Panthéon, qui auparavant avait tenté de ressouder une mouvance brisée par la répression de l’OAS, déjà divisée entre nationalistes-révolutionnaires (Ordre nouveau) et « nationaux » (Le Pen, Bidault) et dont s’étaient écartés les métapoliticiens de la future Nouvelle Droite ».
En 1985, il fonde et prend la présidence du Cercle national des combattants (CNC), une organisation proche du FN qui regroupe des anciens combattants, notamment coloniaux, et des citoyens se réclamant de la sensibilité « nationale ». Il est également à l’origine de son organisation de jeunesse, les Cadets de France et d’Europe, qui réunit des jeunes formés sur le modèle des scouts. Son camp d’été annuel, considéré comme les universités d’été du Front national de la jeunesse (FNJ), se tiennent pendant trois semaines au château de Neuvy-sur-Barangeon (Cher) — loué par le dirigeant centrafricain Bokassa, puis acheté par le CNC à celui-ci en 1995,,. Lors de l'université d'été de 1998, Roger Holeindre accuse Jack Lang et d'autres personnalités d'avoir commis des abus sexuels sur mineurs dans le cadre de l'affaire du Coral. Ce rassemblement prend fin en 1999, à la suite d'une décision du préfet du Cher,.
Aux élections législatives de 1986, Roger Holeindre est élu député de la Seine-Saint-Denis. Avec 34 autres élus, il siège au sein du groupe Front national – Rassemblement national (FN-RN) jusqu’aux élections anticipées de 1988. Dans une réplique devenue célèbre, faisant référence à son engagement militaire, il rétorque à un député socialiste en 1987 : « À part les balles de tennis, qu’est-ce que vous avez entendu siffler d’autre ? ».
Il est conseiller municipal d'opposition à Sevran (Seine-Saint-Denis) de 1989 à 2001 et conseiller régional d’Île-de-France de 1992 à 1998 puis de 2004 à 2010. Il conduit la liste du Front national aux élections territoriales de Corse en 1998, où il manque le seuil de qualification au second tour ; l’année suivante, à la suite de l'annulation de ces élections, sa liste obtient un score inférieur.
Lors des congrès du FN, il est toujours élu au comité central parmi les dix premiers : deuxième en 1985 et 1990, huitième en 1994, quatrième en 1997, deuxième en 2000, troisième en 2003 et 2007, deuxième en 2011,. Surnommé « Popeye » par ses militants en raison de son physique, « c’est le côté grande gueule de cet ancien sous-officier, ayant servi dans les paras de la coloniale en Indochine d’abord, puis en Algérie ensuite où il rempile en tant que volontaire, qui fera sa réputation dans toutes les familles de l’extrême droite », indique Libération.
Dans le cadre de la scission de 1998, il apporte son soutien à Jean-Marie Le Pen, refusant de rejoindre Bruno Mégret. Cependant, il s’éloigne du président du FN lorsque celui-ci soutient sa fille Marine pour lui succéder. En vue du congrès de Tours, Roger Holeindre vote pour Bruno Gollnisch, et décide de quitter le parti le 15 janvier 2011, à la veille de la victoire annoncée de Marine Le Pen, étant opposé au processus de « dédiabolisation » et estimant que la nouvelle présidente ne représente pas ses idées, « ni celles de son père », ; il déclare à son propos : « Elle se tape totalement des cinquante dernières années de la France, ça ne l’intéresse pas ».

### Ralliement au Parti de la France
Dans la foulée de son départ du Front national, Roger Holeindre rejoint le Parti de la France, présidé par l’ancien frontiste Carl Lang. Il intègre son bureau politique en 2013 et en devient président d'honneur en 2016, une fonction qu'il occupe jusqu’à sa mort,. En 2012, il s'associe au projet « Notre antenne », porté par Gilles Arnaud et Philippe Milliau, qui donne naissance en 2014 à TV Libertés.

### Prises de position
Libération précise qu’il était particulièrement populaire « auprès de la vieille génération de militants frontistes, celle des pieds-noirs, les rapatriés d’Algérie, des défenseurs de l’Algérie française » et qu’« il incarna cette figure du baroudeur, de l’anticommuniste forcené, du « héros vaincu d’une guerre perdue » parce que trahi « par la lâcheté des élites politiques et les gouvernements successifs » ».
L'historien Nicolas Lebourg indique qu’il n'était « ni antisémite, ni fasciste mais national-populiste, anticommuniste, défenseur de l'Algérie française et d'une certaine idée de l'Empire français ».
Jean-Yves Camus précise à sa mort : « Il était un des derniers représentants du nationalisme soldatique, cette tendance de la droite marquée par l’expérience d’un combat perdu et la volonté d’en finir avec un « système » auquel sont imputées la défaite et la perte de la grandeur nationale. […] Roger Holeindre représentait au FN la génération de ceux qui ont vu finir l’Empire français. Sa mentalité se comprend en lisant son roman Requiem pour trois sous-off, publié en 1974. […] Il était d’une autre génération, dont les repères ne disent plus grand-chose aux bataillons des électeurs frontistes, et même aux jeunes militants ».

## Mort et hommages
Roger Holeindre meurt le 30 janvier 2020 d'un infarctus à son domicile de Vaucresson, dans les Hauts-de-Seine,. Jean-Marie Le Pen évoque alors « un frère de cœur, d'esprit et d'action » et salue une vie « consacrée à la défense intransigeante de la patrie », tandis que Marine Le Pen lui rend hommage malgré leurs désaccords,.
Ses obsèques se tiennent le 6 février suivant en l'église Saint-Roch de Paris. Jean-Marie Le Pen et son épouse Jany, Yann Le Pen, Marion Maréchal, Nicolas Bay et Carl Lang sont notamment présents à la cérémonie, qui est prononcée en partie en latin, tandis que Marine Le Pen a fait porter une gerbe. Bruno Gollnisch prononce l’éloge funèbre, dans lequel il loue la « ténacité » et la « droiture » de Roger Holeindre, et dénonce le « grand remplacement démographique » en France. L'homélie est prononcée par Jean-Paul Argouarc'h. Il est inhumé au cimetière de Vaucresson.

## Détail des mandats et fonctions

### À l’Assemblée nationale
- Député de la Seine-Saint-Denis (1986-1988)

### Au niveau local
- Conseiller municipal de Sevran (1989-2001)
- Conseiller régional d'Île-de-France (1992-1998 et 2004-2010)

### Au sein de partis politiques
- Secrétaire général adjoint du Front national
- Vice-président du Front national
- Président d'honneur du Parti de la France (2016-2020)

## Décorations
- Médaille militaire
- Croix de guerre des Théâtres d'opérations extérieurs
- Croix de la Valeur militaire
- Croix du combattant
- Médaille d'Outre-Mer
- Médaille commémorative de la campagne d'Indochine
- Médaille des blessés de guerre

## Ouvrages
- Le Levain de la colère, éd. Saint Just, 1963 (rééd. Ulysse, 1985)
- Honneur ou Décadence, éd. du Fuseau, 1965 (préface de Jacques Isorni)
- Requiem pour trois sous-off, 1974 (rééd. Héligoland, 2009)
- Hanoï : combats pour un empire, Grancher, 1979 (avec Marcel Marsal)
- Le Commando, éd. du Camelot, 1980
- Le Rire du cosaque, Robert Laffont, 1981
- L'Asie en marche, Japon, Corée du Sud, Taiwan, Hong Kong, Singapour : à la conquête économique du monde, Robert Laffont, 1983
- À tous ceux qui n'ont rien compris, Robert Laffont, 1989
- Derrière mes barreaux, éd. Albatros, 1990
- S.O.S. hystérie, éd. Jean Grassin, 1992 (avec Damien Bariller)
- Des pavillons noirs à Diên Biên Phu, éd. Flanant 1997 (avec Alain Sanders)
- Aux larmes, citoyens !, Robert Laffont, 1999
- Torture ? Ils ont dit torture ! (dir.), éd. Cercle national des combattants, 1999
- Halte au révisionnisme : des enfants de Goebbels et du KGB, éd. Godefroy de Bouillon, 2000
- S.O.S. hystérie II, éd. Godefroy de Bouillon, 2002 (avec Gilles Arnaud et Nicolas Weber)
- L'Imposture Viet-Minh, Les Éditions d'Héligoland, 2004 [présentation en ligne]
- Algérie : imposture mensonges et trahisons, éd. Cercle national des combattants, 2005
- La Guerre psychologique ou les nouveaux collabos, Les Éditions d'Héligoland, 2005
- Moyen-Orient : cent ans de mensonges !, Les Éditions d'Héligoland, 2007 [présentation en ligne]
- Grand Reporter, éditions Nationales (préface de Jean Cau)
- Trahisons sur commande : histoire du Parti communiste français, Les Éditions d'Héligoland, 2007  (ISBN 978-2-9523128-3-7) [présentation en ligne]
- L'Homme qui faisait se battre les Français entre eux : histoire du gaullisme, Les Éditions d'Héligoland, 2009  (ISBN 978-29523128-6-8) [présentation en ligne]
- Tout va mal en France… c’est la faute à Pétain, Les Éditions d'Héligoland, 2009  (ISBN 978-2-9523128-7-5).
- Les Sanglots de l'homme blanc commencent à me fatiguer : histoire d'une décadence, Préface d'Alain Sanders, collection Xenophon, Atelier Fol'fer, 2010  (ISBN 978-2357910157).
- Ce qu'on ne vous a jamais dit sur Katyn, Atelier Fol'fer, 2010
- C'était des hommes : histoire de la guerre d'Indochine, Les Éditions d'Héligoland, 2012  (ISBN 978-2-914874-93-9) [présentation en ligne]
- Que Dieu sauve la France !, Les Éditions d'Héligoland, mai 2013  (ISBN 978-2-366 11-000-5) [présentation en ligne]
- 1935 / 2015… 80 ans de mensonges et de calomnies : ça suffit !, Les Éditions d'Héligoland, 2015, 600 p. (ISBN 978-2-36611-008-1) [présentation en ligne]
- La Réconciliation nationale, Apopsix, 2017
- C'est Roger : entretiens avec Roger Holeindre, avec Arnaud Menu, Les Bouquins de Synthèse nationale, 2019  (ISBN 978-2-36798-061-4)

### Dans la fiction
Dans le roman uchronique de Guy Konopnicki, Les Cent jours : 5 mai – 4 août 2002, où Jean-Marie Le Pen gagne l'élection présidentielle de 2002, Roger Holeindre devient ministre de la Défense.